# Cyrtopogon kozlovi
Cyrtopogon kozlovi là một loài ruồi trong họ Asilidae. Cyrtopogon kozlovi được Lehr miêu tả năm 1998. Loài này phân bố ở vùng Cổ Bắc giới.